# Amphiaraos-Krater

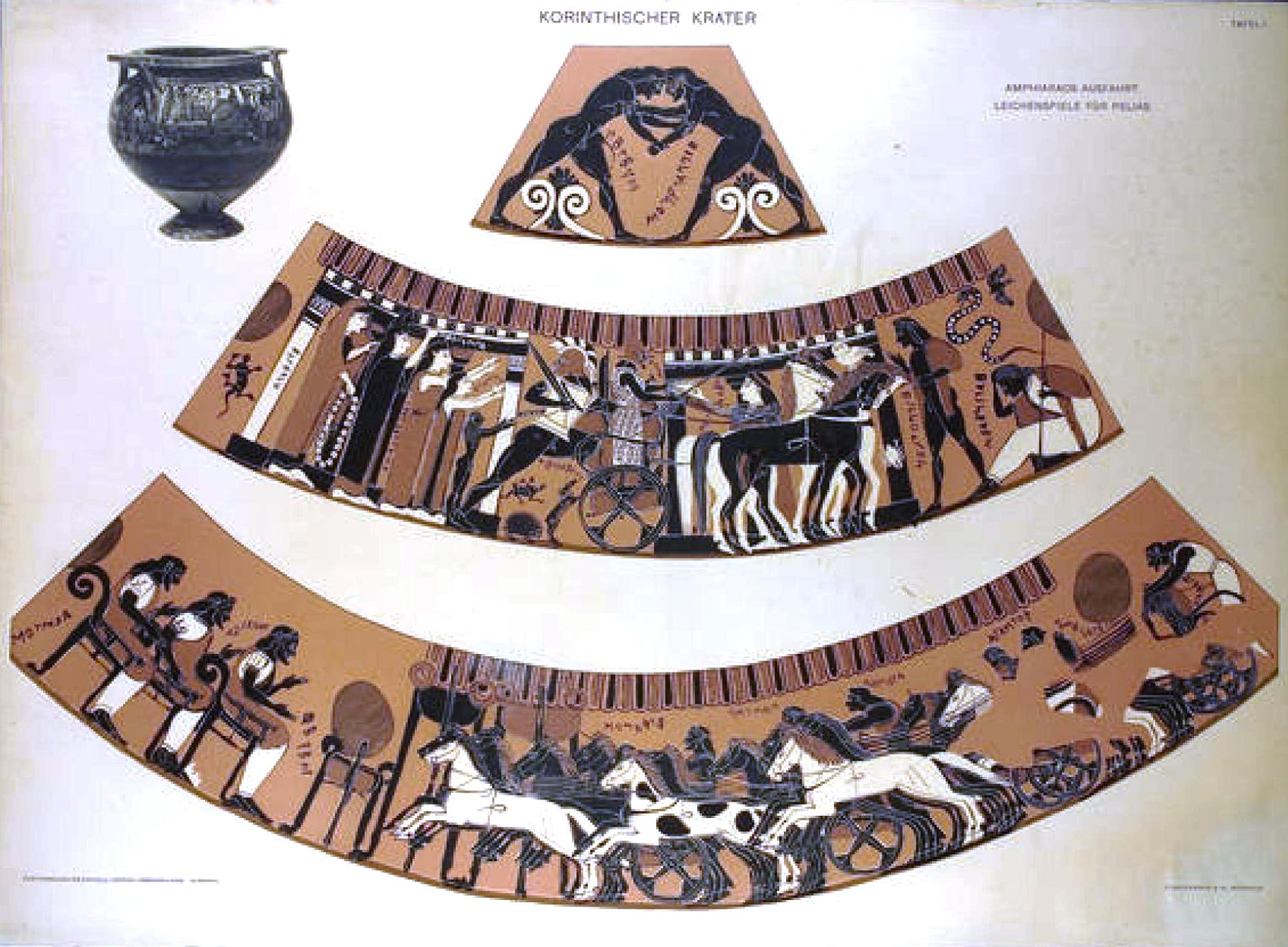
Der Amphiaraos-Krater

Als Amphiaraos-Krater wird ein spätkorinthisch-rotfiguriger Kolonettenkrater bezeichnet. Er gilt als Hauptwerk des Amphiaraos-Malers und eines der Hauptwerke der Vasenmalerei Korinths.
Der in die Zeit um 560 v. Chr. datierte Amphiaraos-Krater zeigte auf der Vorderseite ein Reiterfries und darüber die Ausfahrt des Amphiaraos. Die Rückseite war mit einem Kampffries geschmückt, darüber erneut mit Amphiaraos, der am Wagenrennen im Rahmen der Leichenspielen des Pelias teilnahm. Unter einem der Henkel wird zudem ein Ringkampf gezeigt. Die Darstellungen auf dem Krater gelten als besonders farbenprächtig und ausführlich. So erkennt man den Zorn im Blick des Amphiaraos, den er auf Eriphyle richtet, ist sie doch das einzige der Familienmitglieder, das nicht um seine glückliche Heimkehr bittet. Ein ebenfalls dargestellter sorgenvoll wirkender Seher weist auf den bevorstehenden Tod des Heros hin. In dieser Form fand sich die Darstellung auch auf der bei Pausanias erwähnten Kypseloslade in Olympia. 
Der Krater wurde in 1873 in Cerveteri gefunden und gelangte in die Berliner Antikensammlung. Nach dem Ende des Zweiten Weltkrieges galt er lange als verschollen. Seit 2005 ist aber bekannt, dass er 1945 im Zuge der Überführung von Kunstwerken aus deutschen Museen nach Russland in das Staatliche Historische Museum in Moskau gelangte.